# Грант, Хлоя
Хлоя Грант (англ. Chloe Grant; род. 20 марта 2006, Перт, Великобритания) — британская автогонщица. В сезоне 2024 года выступает в GB4 Championship за команду KMR Sport.

## Карьера

### Картинг
Хлоя Грант начала заниматься картингом в 2013 году. В основном развивала свою карьеру в картинге в Шотландии и принимала участие в чемпионатах North of Scotland Kart Club и East of Scotland Kart Club. В 2017 году выиграла чемпионат East of Scotland Kart Club в классе Minimax non-MSA. В 2019 году Хлоя приняла участие в чемпионате Cumbria Kart Club, где она заняла второе место. В 2020 году приянла участие в чемпионате NKF, где Хлоя заняла третье место, и в чемпионате CKRC, где Хлоя выиграла.

### Junior Saloon Car Championship
В сезоне 2021 года Хлоя приняла участие в чемпионате Junior Saloon Car Championship. В этом чемпионате выступала на машине Citroën Saxo VTR 1600. Хлоя заняла в этом чемпионате 14-е место.

### GB4 Championship
В сезоне 2022 года Хлоя приняла участие в чемпионате формульных гонок GB4 Championship и финишировала 9-й в личном зачёте в сезоне GB4 Championship 2022 года. В сезоне 2024 года вернулась в GB4 Championship в команду KMR Sport и на первом этапе завоевала свой первый подиум в серии.

### Академия F1
16 марта 2023 года было объявлено, что Хлоя Грант будет выступать в Академии F1 за команду ART Grand Prix.

## Статистика выступлений

### Сводная таблица
| Сезон | Серия         | Команда               | Старты | Победы | Поулы | БК | Подиумы | Очки | Место |
| ----- | ------------- | --------------------- | ------ | ------ | ----- | -- | ------- | ---- | ----- |
| 2021  | JSCC          | Orex Competition.     | 19     | 0      | 0     | 0  | 0       | 166  | 14    |
| 2022  | Чемпионат GB4 | Graham Brunton Racing | 24     | 0      | 0     | 0  | 0       | 242  | 9     |
| 2023  | Академия F1   | ART Grand Prix        |        |        |       |    |         |      |       |
| Сезон | Серия         | Команда               | Старты | Победы | Поулы | БК | Подиумы | Очки | Место |

| Легенда к таблице |                                                                    |
| --- | ------------------------------------------------------------------ |
| В таблице перечислены результаты всех гонок, в которых принимал участие гонщик. Строками таблицы являются сезоны, столбцами — этапы соревнований. В каждой клетке указаны сокращённое название этапа и результат, дополнительно обозначенный цветом. Расшифровка обозначений и цветов представлена в нижеследующей таблице. |                                                                    |
| \| Пример \| Описание \| \| ------------ \| ------------------------------------------------------------------ \| \| 1 \| Победитель \| \| 2 \| Второе место \| \| 3 \| Третье место \| \| 5 \| Финишировал, заработав очки \| \| Сход \| Не финишировал, но при этом заработал очки \| \| 12 \| Финишировал, не получив очков \| \| НКЛ \| Финишировал, но не попал в финальную классификацию \| \| 15 \| Участвовал вне зачёта, либо по отдельной классификации \| \| 18 \| Не финишировал, но попал в финальную классификацию \| \| Сход \| Не финишировал \| \| НКВ \| Не прошёл квалификацию \| \| НПКВ \| Не прошёл предквалификацию \| \| ДСК \| Дисквалифицирован \| \| ИСК \| Исключён из протокола соревнований \| \| ТТ \| Заявлен для участия только в тренировках \| \| НС \| Участвовал в квалификации, но не стартовал в гонке \| \| Т \| Травмирован или болен \| \| ОТК \| Отказ от участия \| \| НТР \| Прибыл на соревнования, но на трассу не выезжал \| \| НПР \| Был заявлен в числе участников, но не прибыл к началу соревнований \| \| О \| Соревнования отменены \| \| \| Не участвовал \| \| Поул-позиция \| \| \| Быстрый круг \| \| |                                                                    |
| Пример | Описание                                                           |
| 1 | Победитель                                                         |
| 2 | Второе место                                                       |
| 3 | Третье место                                                       |
| 5 | Финишировал, заработав очки                                        |
| Сход | Не финишировал, но при этом заработал очки                         |
| 12 | Финишировал, не получив очков                                      |
| НКЛ | Финишировал, но не попал в финальную классификацию                 |
| 15 | Участвовал вне зачёта, либо по отдельной классификации             |
| 18 | Не финишировал, но попал в финальную классификацию                 |
| Сход | Не финишировал                                                     |
| НКВ | Не прошёл квалификацию                                             |
| НПКВ | Не прошёл предквалификацию                                         |
| ДСК | Дисквалифицирован                                                  |
| ИСК | Исключён из протокола соревнований                                 |
| ТТ | Заявлен для участия только в тренировках                           |
| НС | Участвовал в квалификации, но не стартовал в гонке                 |
| Т | Травмирован или болен                                              |
| ОТК | Отказ от участия                                                   |
| НТР | Прибыл на соревнования, но на трассу не выезжал                    |
| НПР | Был заявлен в числе участников, но не прибыл к началу соревнований |
| О | Соревнования отменены                                              |
| | Не участвовал                                                      |
| Поул-позиция |                                                                    |
| Быстрый круг |                                                                    |

### Результаты выступлений в Junior Saloon Car Championship
| Год        | Команда          | Автомобиль            | 1       | 1     | 2     | 2       | 3       | 3     | 4     | 4     | 5     | 5    | 6     | 6     | 6     | 7     | 7     | 7     | 8     | 8       | 9    | 9     | Место | Очки |
| 2021       | Orex Competition | Citroën Saxo VTR 1600 | КЭД     | КЭД   | СНЕ1  | СНЕ1    | НОК     | НОК   | СНЕ2  | СНЕ2  | БРХ1  | БРХ1 | СИЛ   | СИЛ   | СИЛ   | ПЕМ   | ПЕМ   | ПЕМ   | ДОН   | ДОН     | БРХ2 | БРХ2  | 14    | 166  |
| ---------- | ---------------- | --------------------- | ------- | ----- | ----- | ------- | ------- | ----- | ----- | ----- | ----- | ---- | ----- | ----- | ----- | ----- | ----- | ----- | ----- | ------- | ---- | ----- | ----- | ---- |
| 2021       | Orex Competition | Citroën Saxo VTR 1600 | Г1 Сход | Г2 15 | Г1 16 | Г2 Сход | Г1 Сход | Г2 13 | Г1 10 | Г2 12 | Г1 18 | Г2 О | Г1 10 | Г2 21 | Г3 19 | Г1 13 | Г2 16 | Г3 12 | Г1 16 | Г2 Сход | Г1 7 | Г2 12 | 14    | 166  |
| Источники: |                  |                       |         |       |       |         |         |       |       |       |       |      |       |       |       |       |       |       |       |         |      |       |       |      |

### Результаты выступлений в Чемпионате GB4
| Год        | Команда               | Шасси          | Двигатель                      | 1     | 1     | 1       | 2    | 2     | 2     | 3     | 3     | 3     | 4     | 4     | 4     | 5     | 5     | 5     | 6     | 6     | 6     | 7    | 7    | 7    | 8     | 8     | 8       | Место | Очки |
| 2022       | Graham Brunton Racing | Tatuus F4-T014 | Autotecnica Motori 1.4L FTJ I4 | СНЕ 1 | СНЕ 1 | СНЕ 1   | ОУЛ  | ОУЛ   | ОУЛ   | СИЛ 1 | СИЛ 1 | СИЛ 1 | ДОН 1 | ДОН 1 | ДОН 1 | СНЕ 2 | СНЕ 2 | СНЕ 2 | СИЛ 2 | СИЛ 2 | СИЛ 2 | БРХ  | БРХ  | БРХ  | ДОН 2 | ДОН 2 | ДОН 2   | 9     | 242  |
| ---------- | --------------------- | -------------- | ------------------------------ | ----- | ----- | ------- | ---- | ----- | ----- | ----- | ----- | ----- | ----- | ----- | ----- | ----- | ----- | ----- | ----- | ----- | ----- | ---- | ---- | ---- | ----- | ----- | ------- | ----- | ---- |
| 2022       | Graham Brunton Racing | Tatuus F4-T014 | Autotecnica Motori 1.4L FTJ I4 | Г1 11 | Г2 8  | Г3 Сход | Г1 9 | Г2 11 | Г3 12 | Г1 13 | Г2 11 | Г3 11 | Г1 12 | Г2 11 | Г3 11 | Г1 7  | Г2 6  | Г3 6  | Г1 8  | Г2 11 | Г3 10 | Г1 7 | Г2 4 | Г3 5 | Г1 8  | Г2 7  | Г3 Сход | 9     | 242  |
| Источники: |                       |                |                                |       |       |         |      |       |       |       |       |       |       |       |       |       |       |       |       |       |       |      |      |      |       |       |         |       |      |

### Результаты выступлений в Академии F1
| Год        | Команда        | Шасси          | Двигатель                      | 1   | 1   | 1   | 2   | 2   | 2   | 3   | 3   | 3   | 4   | 4   | 4   | 5   | 5   | 5   | 6   | 6   | 6   | 7   | 7   | 7   | Место | Очки |
| 2023       | ART Grand Prix | Tatuus F4-T421 | Autotecnica Motori 1.4 FT-J 4T | РБР | РБР | РБР | ВАЛ | ВАЛ | ВАЛ | КАТ | КАТ | КАТ | ЗАН | ЗАН | ЗАН | МОН | МОН | МОН | ЛЕК | ЛЕК | ЛЕК | АМЕ | АМЕ | АМЕ |       |      |
| ---------- | -------------- | -------------- | ------------------------------ | --- | --- | --- | --- | --- | --- | --- | --- | --- | --- | --- | --- | --- | --- | --- | --- | --- | --- | --- | --- | --- | ----- | ---- |
| 2023       | ART Grand Prix | Tatuus F4-T421 | Autotecnica Motori 1.4 FT-J 4T | Г1  | Г2  | Г3  | Г1  | Г2  | Г3  | Г1  | Г2  | Г3  | Г1  | Г2  | Г3  | Г1  | Г2  | Г3  | Г1  | Г2  | Г3  | Г1  | Г2  | Г3  |       |      |
| Источники: |                |                |                                |     |     |     |     |     |     |     |     |     |     |     |     |     |     |     |     |     |     |     |     |     |       |      |